# Eva Hortensia Synnerberg
Eva Hortensia Synnerberg, född den 9 januari 1856 i Heinola, död den 15 februari 1920 i Charkov, var en finländsk operasångerska. Hon var brylling till Carl Synnerberg.
Eva Hortensia Synnerberg utbildades av S. Franzi i Sankt Petersburg och Francesco Lamperti i Milano. Hon uppträdde 1877 på Covent Garden-teatern i London, 1878-79 på finska operan i Helsingfors och därefter många år på större operascener i Italien, Sydamerika och Ryssland. Hon blev sedermera sångprofessor vid ryska statens musikkonservatorium i Charkov. 
| ”                                      | Hennes färgrika och särskildt i altläget fylliga mezzosopran, lidelsefulla föredrag och dramatiska förmåga jämte ett ståtligt och vackert utseende beredde henne stora sceniska framgångar | „ |
| – Eugène Fahlstedt, Nordisk familjebok | |   |